# Chimimōryō

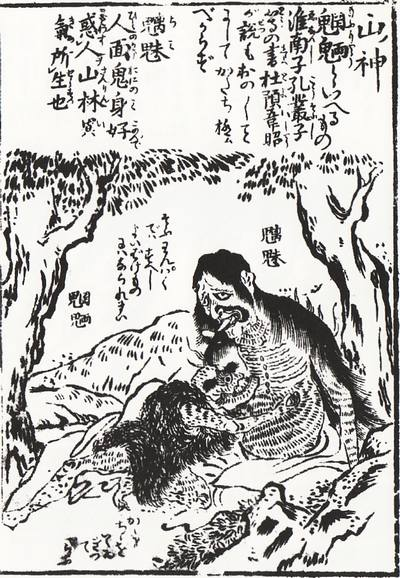
Hyakki Yakōka monogatari d'Iseya Jisuke (époque d'Edo). Celui de droite est le chimi et celui de gauche le mōryō.

Chimimōryō (chinois : 魑魅魍魎 ; pinyin : Chīmèi wǎngliǎng) est un mot japonais d'origine chinoise qui désigne les monstres des montagnes et ceux des rivières. Il renvoie à différents sortes d'obake et choses transformées en yōkai. « Chimi » (魑魅) désigne les monstres des montagnes et « mōryō » (魍魎) les monstres des rivières aussi le mot « chimimōryō » est-il souvent employé pour désigner tous les monstres des montagnes et des rivières. En outre, le mot « minori » a également été utilisé à cet effet. Pour que cela soit employé pour désigner un oni en maturation (minoru) a été utilisé dans diverses régions depuis les temps anciens.[pas clair]

## Explication

### Chimi
Les chimi passent pour être des monstres dont il émane d'étranges miasmes atmosphériques dans les montagnes et les forêts. Apparaissant avec le visage d'un être humain et le corps d'une bête, ils rendent perplexes les humains. Dans le dictionnaire Wamyō ruijushō de l'époque de Heian, ils sont considérés comme un type d'oni sous le nom japonais « sudama » et dans l'encyclopédie Wakan Sansai Zue de l'époque d'Edo, ils sont vus comme des divinités des montagnes (yama-no-kami).

### Mōryō
Les mōryō sont considérés comme des esprits des montagnes et des rivières, des arbres et des rochers. Ils émanent de l'énergie de la vie des montagnes, de l'eau, des arbres, des rochers et de toutes sortes de choses dans la nature et trompent les humains. En outre, on dit également d'eux qu'ils mangent les morts, ont l'apparence d'un enfant, se tiennent sur deux pieds, ont une peau rouge foncé, les yeux rouges, de longues oreilles, de beaux cheveux et une voix qui ressemble à celle d'un être humain. Avec ce genre d'apparence, ils sont supposés être des oni. Dans le Wakan Sansai Zue, ils sont considérés comme des divinités de l'eau (suijin) et dans l'ancien livre chinois Zuo Zhuan, ils sont considérés comme des dieux des marécages et des marais.

## Étymologie
Il existe de nombreuses théories relatives à l'étymologie du mot chinois mais selon les Mémoires du grand historien (durant la période des cinq empereurs), un 魑 est une divinité de la montagne qui a pris la forme d'un tigre et un 魅 est une divinité des marécages et des marais prenant une forme à tête de bête. Il est supposé à cause de cela que le mot ait été vu comme un moyen d'élargir le concept qu'il recouvre pour englober des bêtes de différents attributs.

## Source de la traduction
- (en) Cet article est partiellement ou en totalité issu de l’article de Wikipédia en anglais intitulé « Chimimōryō » (voir la liste des auteurs).